# Charadrius bicinctus
Charadrius bicinctus е вид птица от семейство Charadriidae.

## Разпространение
Видът е разпространен в Австралия, Нова Зеландия и Фиджи.